# Heterocloeon frivolum
Heterocloeon frivolum är en dagsländeart som först beskrevs av Mcdunnough 1925.  Heterocloeon frivolum ingår i släktet Heterocloeon och familjen ådagsländor. Inga underarter finns listade i Catalogue of Life.